# Françoise-Augustine Duval d'Eprémesnil
Françoise-Augustine Sentuary, née à Saint-Denis de l'Île Bourbon le 31 mars 1749, épousa Jean-Jacques Duval d'Eprémesnil et fut exécutée à Paris le 17 juin 1794 comme « complice » du baron de Batz.

## MmeThilorier
Née à l'Île Bourbon mais élevée par sa tante à Bordeaux, la benjamine des trois sœurs Sentuary était, selon le comte d’Espinchal, « jolie à peindre ». On connaît ses traits grâce à un pastel entré en 1912 dans la collection Cognacq-Jay, aujourd’hui dans le musée du même nom. Elisabeth Vigée Le Brun, qui la connaissait très bien, raconte avoir rencontré l’amiral John Paul Jones chez elle. On a donc cru un temps qu’elle était la mystérieuse « Mme T… », la correspondante du célèbre Américain, mais il s’agirait d’une certaine Aimée de Thélisson. Quoi qu’il en soit, Françoise-Augustine Sentuary devenue Mme Thilorier par son mariage en 1768 avec Jacques de Thilorier (1742-1783), Conseiller au Parlement de Bordeaux de 1765 à 1778 et Maître des Requêtes le 28/8/1776, était une jeune femme très libre. Elle fut chantée par les poètes créoles et elle fut certainement, sous le nom d’« Eléonore », une des inspiratrices de l’Eléonore des poésies érotiques du chevalier Evariste de Parny. Avec ses deux sœurs, Mme Testart, épouse d’un négociant de Bordeaux et maîtresse d’Antoine Bertin, et Michelle de Bonneuil, elle appartint au petit cercle des officiers-poètes dits de la Caserne, à Marly. Encore avec ses deux sœurs, elle appartint au groupe des berceuses du financier Nicolas Beaujon, une situation qui défraya la chronique provinciale car à Paris, sous Louis XVI, le libertinage était la règle et non l’exception. Elle avait d’ailleurs eu précédemment une liaison avec le ministre Clugny de Nuits, contrôleur général des finances, et on raconte qu’elle aida, par ce moyen au financement de la charge de son mari. Cette histoire scabreuse, qui reparut dans les chroniques du temps de la Révolution, alors qu’on dénonçait le Livre rouge des pensions abusives, affecta vivement la jeune femme.

## Mmed’Eprémesnil
En 1784, Mme Thilorier était veuve et mère de deux grandes filles dont l’une épousa, plus tard, le baron de Batz, son ami de longue date. Toujours aussi jolie ainsi que le révèle son portrait peint en 1778 par Elisabeth Vigée Le Brun, elle eut d’abord une liaison – selon Chamfort –, puis épousa, en 1786, Jean-Jacques Duval d'Eprémesnil qui l’entraîna dans sa carrière politique chaotique. Elle appartint comme lui aux cercles des initiés du mesmérisme, connut Cagliostro, entra dans la loge mixte dite égyptienne qu’il créa avec d’Eprémesnil, s’exposa beaucoup car toutes les entreprises de son mari donnaient lieu à scandale et controverse. Lorsque ce dernier fut exilé aux îles Sainte-Marguerite pour avoir bravé le pouvoir royal, Mme d’Eprémesnil adressa des lettres et suppliques en sa faveur, et, bien qu’enceinte de plusieurs mois, s’en fut le rejoindre dans le Midi. Quand d’Eprémesnil fut libéré en août 1788, elle partagea louanges et acclamations sur le chemin du retour à Paris, notamment à Lyon, puis elle accoucha d’un fils à Moulins. À Paris, elle fut peu après citée dans une affaire qui défraya la chronique judiciaire, l’affaire du comte de Kersalaun, gentilhomme breton qui s’était opposé aux réformes de Loménie de Brienne, qu’elle défendait avec beaucoup de véhémence. Une lettre de cachet la visa, mais ses amis – notamment le baron Jean-Pierre de Batz, l’homme lige du baron de Breteuil – intervinrent en sa faveur. Quelques mois avant la réunion des États généraux, Jean-Jacques Duval d'Eprémesnil, qui avait une influence considérable au Parlement de Paris, fut soumis aux pressions contraires des partisans du vote par ordre ou par tête. Le comte Ferrand, partisan de l’absolutisme monarchique, a reproché à Mme d’Eprémesnil d’avoir fortement influencé son mari, au dernier moment, en faveur du vote par tête : « Il était, dit-il, de plus en plus entraîné par sa femme, intrigante, ambitieuse, douée de tous les genres d’intrigue, surtout celui de séduction dont elle faisait sur lui un funeste abus. C’était à elle que les révolutionnaires du Parlement s’adressaient quand ils craignaient que son mari ne leur échappât ».

## Un salon contre-révolutionnaire
Mme Thilorier puis d’Eprémesnil qui demeura toujours à Paris dans un petit hôtel particulier, doté d’un beau jardin, rue Bertin Poirée, paroisse Saint-Germain l’Auxerrois, eut un salon élégant où elle accueillait essentiellement les artistes et particulièrement les musiciens. Grétry, Gossec, Daniel Steibelt, Hermann, Benedetto Ferrari, Antoinette Saint-Huberty, Marie de Grandmaison et beaucoup d’autres musiciens et chanteurs furent reçus chez elle. on y donna à jouer la pièce le Réveil d’Épiménide inspirée de l’arrestation de son mari en 1788. Ce salon devint, à partir de 1789 et jusqu’en 1791, un des salons politiques les plus en vue, car il réunissait l’opposition parlementaire la plus radicale, la plus frondeuse, celle qui s’était formée autour de l’abbé Jean-Sifrein Maury, de Jacques Antoine Marie de Cazalès et de d’Eprémesnil. Tous les « coups tordus » mis en œuvre par ce célèbre trio et d’autres députés déterminés à pratiquer l’obstruction systématique des travaux parlementaires, furent conçus rue Bertin-Poirée. Là encore, furent mises au point des tentatives d’évasion de la famille royale et également la journée dite des chevaliers du poignard. Le salon de Mme d’Eprémesnil était fréquenté par le comte d’Antraigues avant son départ en Suisse, par le marquis de Beauharnais, également par le baron Malouet et par le comte de Montlosier qui en parlent dans leurs souvenirs. Les allées et venues nocturnes éveillèrent les soupçons et des dénonciations furent reçues par les divers comités de surveillance. Bientôt, Mme d’Eprémesnil fut moquée dans les journaux de Antoine-Joseph Gorsas ou de Camille Desmoulins et on plaisantait sa liaison ancienne avec Jean Etienne Bernard Clugny de Nuits. Un groupe d’émeutiers voulut aller brûler la maison du député honni. Un particulier les arrêta et leur dit : « Qu’allez vous faire ? brûler la maison de d’Eprémesnil ? N’y songez pas, c’est le gage de la créance de l’architecte qui a bâti l’hôtel. Vous allez briser les meubles ? Le prix m’en est encore dû. Vous ferez retomber sur la femme les torts du mari ? Mais pourquoi affliger cette dame ? N’appartient-elle pas à tout le monde ? »

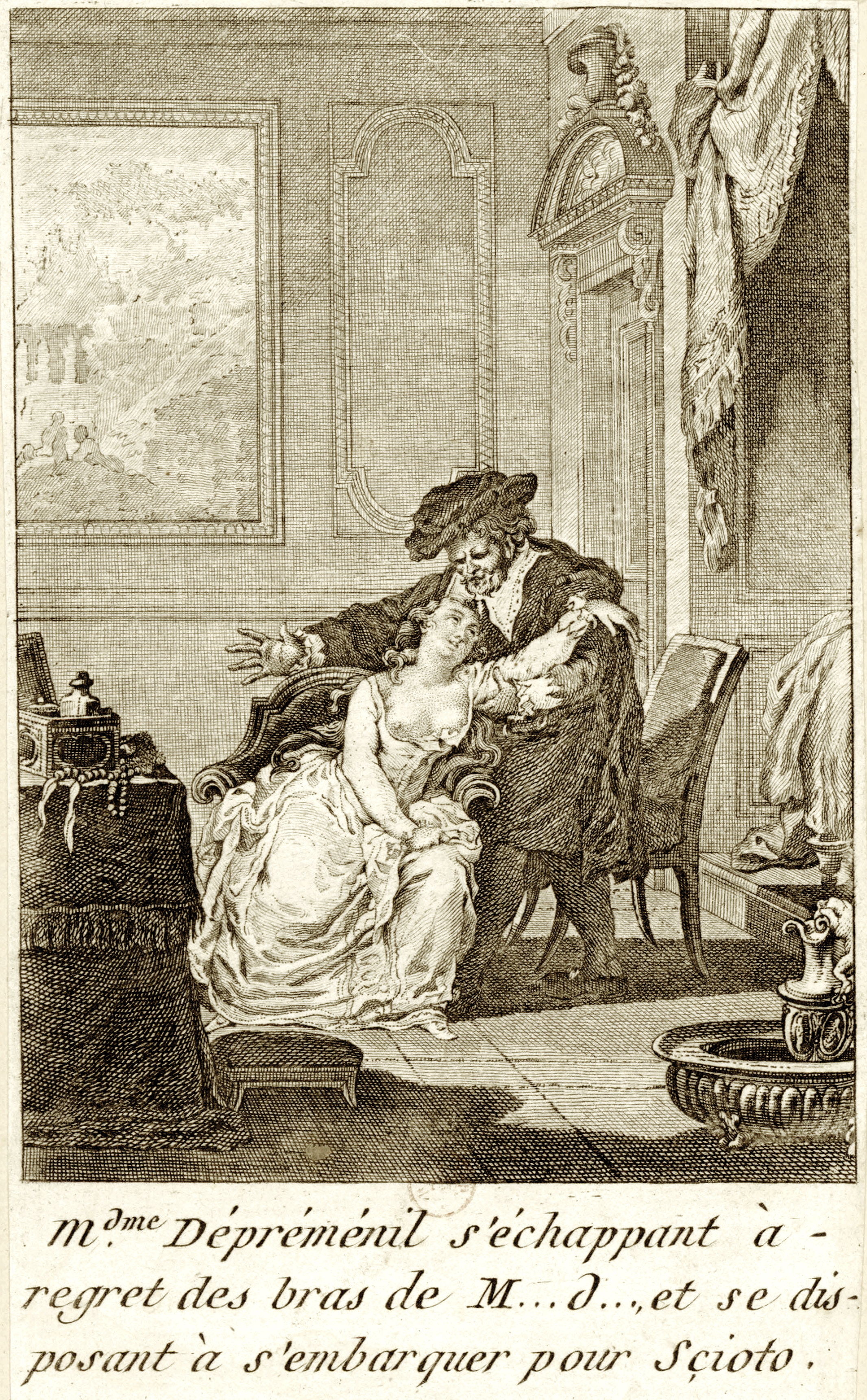
Madame Dépréménil s'échappant à regret des bras de M... D..., et se disposant à s'embarquer pour Scioto.

La violence des réponses aux provocations de d’Eprémesnil finirent par atteindre son épouse. La dernière dénonciation en date fait état d’une réception rue Neuve-Sainte-Catherine, début juillet 1793, donnée par sa sœur Michelle de Bonneuil, et au cours de laquelle elles se seraient réjouies du revers des armées républicaines et auraient dansé, entre autres avec Charles-Nicolas Osselin, membre du Comité de sûreté générale, et Michel de Laumur, ancien gouverneur de Pondichéry, gendre du banquier Monneron, l’un des bailleurs de fonds du mouvement hébertiste. Au cœur de l’été 1793, elle décida de se retirer en Normandie. Son mari, suivi du baron de Batz, la rejoignirent peu avant que soit votée la Loi des suspects (17 septembre 1793). Michelle de Bonneuil fut arrêtée peu après, envoyée à Sainte-Pélagie, et d’Eprémesnil et Batz furent recherchés au Havre et dans sa région. Jean-Jacques Duval d'Eprémesnil se cacha d'abord dans son château du village de Rouelles, à la sortie du Havre, puis il s’enfonça dans la campagne profonde dans son autre château situé dans le hameau de Maréfosse, près de Saint-Romain-de-Colbosc. Son épouse fut pour lui d’un dévouement exemplaire, partageant sa vie de proscrit. Lorsque Jean-Jacques Duval d'Eprémesnil fut arrêté, elle décida de le suivre à Paris, sans y être obligée, mais, une fois arrivée à son comité de section, où elle devait faire viser son passeport, elle fut arrêtée à son tour et incarcérée avec sa fille cadette à la prison des Anglaises.
Le 26 prairial an II, la Convention, par l’organe de Bertrand Barère de Vieuzac, décidait de faire juger « la famille d’Eprémesnil » avec les complices du prétendu complot de l’étranger tel qu’il fut servilement présenté à la Convention par Élie Lacoste, qui – comme Fouquier-Tinville – était aux ordres de Barère de Vieuzac, Collot d'Herbois et Billaud-Varenne, les trois instigateurs de cette affaire politico-policière.
Incarcérée à la prison des Anglaises où son mari la rejoignit avant d’être appelé au Tribunal révolutionnaire et condamné, elle fut détenue avec sa fille de son premier mariage avec Thilorier et aussi sa sœur, Mme de Bonneuil, qui les avait rejointes depuis Sainte-Pélagie. Deux mois s’étaient écoulés lorsque le 16 juin, les prisonniers virent apparaître une charrette dans la cour. Un appel de nom fut lancé. Jeanne de Sainte-Amaranthe, Émilie de Sartines sa fille et son fils Louis de seize ans et demi furent appelés d’abord, puis le banquier Théodore Jauge, Marie de Grandmaison, ancienne cantatrice des Italiens sous le nom de « Mlle Burette la cadette », et enfin Mme d’Eprémesnil. La fille de cette dernière, Désirée Thilorier et sa sœur Michelle de Bonneuil qui s’attendaient au pire, ne furent pas nommées. Tous furent envoyés à Sainte-Pélagie où le Comité de sûreté générale préméditait le montage du prétendu « complot de l’étranger ». On rassemblait dans la même prison, voire la même cellule, tous ceux qui auraient à répondre d’une même accusation de participation active à ce complot, et de complicité avérée entre les uns et les autres. La technique de rassembler des gens dans une même prison – en l’occurrence Sainte-Pélagie, puis la prison des Anglaises – pour « prouver » ensuite qu’ils se connaissaient, était déjà au point.
Au Tribunal révolutionnaire, Mme d’Eprémesnil comparut avec des dizaines d’accusés, la plupart inconnus les uns aux autres. Elle reconnut sur les gradins Mme Griois, la sœur du peintre Vincent et quelques hommes qu’elle avait fréquentés autrefois dans les salons aristocratiques. Ils furent tous condamnés à mort au bout de vingt minutes d’un procès expéditif  au cours duquel on se borna à énumérer leurs noms et à leur demander de répondre à une seule question, par oui ou par non. Convaincus d’avoir participé à un grand complot, d’être peu ou prou complices de Cécile Renault et de Henri Admirat les principaux accusés de cette énorme « fournée » imaginée par Barère de Vieuzac pour donner un visage « royaliste » à ceux qu’il prétendait être les complices du « complot de l’étranger » – qui étaient ailleurs en réalité –, ils furent, ce jour-là, cinquante-quatre à être condamnés à la décapitation dans la journée. L’exécution eut lieu place du Trône renversé, à la barrière de Vincennes, un lieu assez éloigné de la Conciergerie. Il fut prévu au dernier moment que les victimes seraient couvertes du sarrau de toile rouge traditionnellement destiné aux parricides. Entre les apprêts – le temps que l’on mit à trouver de la toile et vêtir les malheureux qui protestaient, leur lier les bras dans le dos, le remplissage des sept charrettes – et le temps infini qu’elles mirent pour traverser tout le Marais et le faubourg Saint-Antoine, la chaleur, il s’écoula plus de trois heures. Cette exécution, à en lire certains rapports, fut une horreur.